# Списак српских презимена са наставком -ац
|  |  |  |  |  |  |  |  |  |  |  |  |  |  |  |  |  |  |  |  |  |  |  |  |  |  |  |  |  |  |

## А
- Адамац
- Азањац
- Алпарац
- Алурац
- Апарац
- Арсенац
- Атарац
- Аћимац
- Аћимовац

## Б
- Бабац
- Баборац
- Бадањац
- Бадовинац
- Бажалац
- Бајандолац
- Бајац
- Бакајац
- Баланац
- Балиновац
- Бановац
- Бањанац
- Бањац
- Барајевац
- Баранац
- Барац
- Барвалац
- Барловац
- Батањац
- Батинац
- Батовац
- Баћинац
- Баусовац

- Бачевац
- Баштинац
- Беговац
- Бекавац
- Беквалац
- Бековац
- Белајац
- Белопољац
- Белошевац
- Бељинац
- Београдац
- Берисавац
- Бесеровац
- Бечејац
- Билинац
- Бингулац
- Биорац
- Биримац
- Бирманац
- Бихорац
- Бишевац
- Бјелајац
- Бјелац
- Бјељац
- Блазнавац
- Близанац
- Близањац
- Бобовац
- Богавац
- Боговац
- Богојевац
- Богосавац
- Бодеграјац
- Бодиновац
- Божидарац
- Божинац
- Бозејац
- Бозитовац
- Бозољац
- Боковац
- Болдорац
- Болманац
- Бољанац
- Бољковац
- Борањац
- Борковац
- Боровац
- Босанац
- Ботуњац
- Бочарац
- Бошковац
- Браљинац
- Бранежац
- Брачинац
- Брашанац
- Брезовац
- Бресјанац
- Брестовац
- Бркушанац
- Брњеварац
- Брођанац
- Бршадинац
- Будимац
- Будровац
- Буђевац
- Буињац
- Бујинац
- Букинац
- Буковац
- Букорац
- Булетинац
- Бунијевац
- Бунушевац
- Буњац
- Буњевац
- Буровац
- Бусарац
- Бућинац
- Бухавац
- Бучевац

## В
- Вакањац
- Вановац
- Варадинац
- Варевац
- Варинац
- Веланац
- Великинац
- Велимирац
- Верац
- Веровац
- Вечеринац
- Вешковац
- Виљанац
- Витковац
- Витомирац
- Виторац
- Вићовац
- Вишњевац
- Влајинац
- Влајковац
- Власовац
- Вогањац
- Војмиловац
- Воларац
- Вранац
- Врањанац
- Врањевац
- Врбавац
- Врбајац
- Врбљанац
- Врљанац
- Врховац
- Врчинац
- Вујанац
- Вујковац
- Вуканац
- Вукашинац
- Вуковац
- Вуковојац
- Вулијанац
- Вучевац
- Вучковац

## Г
- Гајевац
- Галац
- Галинац
- Гвозденац
- Гвоздерац
- Германац
- Гибарац
- Гладанац
- Глоговац
- Глогоњац
- Глумац
- Глушац
- Гођевац
- Голац
- Голочевац
- Голубовац
- Гољевац
- Гомирац
- Горичанац
- Горјанац
- Гостиљац
- Готовац
- Гочманац
- Гошевац
- Грабовац
- Граворац
- Градац
- Градинац
- Градиштанац
- Граовац
- Граорац
- Граховац
- Грачанац
- Гркавац
- Гркајац
- Грујанац
- Губаревац
- Густоварац
- Гучевац
- Гушавац
- Гушевац

## Д
- Давидовац
- Дамјанац
- Дамњанац
- Даниловац
- Даћевац
- Двизац
- Дворанац
- Дејанац
- Дивац
- Дингарац
- Добричинац
- Добрњац
- Добродолац
- Докманац
- Долинац
- Доловац
- Дољанац
- Домишевац
- Дорословац
- Драганац
- Драгањац
- Драгачевац
- Драгосавац
- Дражинац
- Дреновац
- Дрманац
- Дрзманац
- Дробац
- Дубовац
- Дубоњац
- Дубравац
- Дугоњевац
- Дуканац

## Ђ
- Ђаковац
- Ђалац
- Ђалинац
- Ђедовац
- Ђулинац
- Ђуповац
- Ђурђевац
- Ђуринац
- Ђуровац

## Е
- Ерац
- Ергарац
- Ердељанац
- Ердељац
- Ерцеговац

## Ж
- Жабаљац
- Жабарац
- Жамац
- Жаревац
- Жегарац
- Живанац
- Жиравац
- Жупањац
- Жупањевац
- Жупац

## З
- Забaдац
- Загајац
- Загорац
- Заилац
- Зајелац
- Закланац
- Зарубац
- Звечевац
- Звијерац
- Здјеларац
- Зелинац
- Земљанац
- Змијанац
- Змијањац
- Зорљенац
- Зубац
- Зуровац

## И
- Ибровац
- Иванац
- Ивањац
- Игњац
- Игрошанац
- Идворац
- Иковац
- Ињац

## Ј
- Јаворац
- Јарминац
- Јасиковац
- Јегарац
- Јелисавац
- Јеловац
- Јеновац
- Јечинац
- Јованац
- Јовац
- Јовичинац
- Јочинац
- Јошавац
- Јулинац

## К
- Казновац
- Календерац
- Каменарац
- Камиџорац
- Каностревац
- Кањевац
- Капунац
- Каранац
- Карањац
- Караулац
- Катунац
- Кевац
- Кенгелац
- Керац
- Кијац
- Кићевац
- Клепац
- Кликовац
- Клинац
- Клокочинац
- Кнеселац
- Кобац
- Ковиљац
- Кожетинац
- Козарац
- Коларац
- Колашинац
- Коминац
- Комленац
- Коњиковац
- Корићанац
- Коронсовац
- Космајац
- Косовац
- Косторац
- Котарац
- Котроманац
- Коцољевац
- Кочинац
- Кошарац
- Кошутарац
- Крављанац
- Крагујевац
- Крагуљац
- Крањац
- Красавац
- Кратовац
- Крбавац
- Крвавац
- Креманац
- Крљанац
- Крнојелац
- Крњајац
- Крњешевац
- Крњинац
- Крњулац
- Крушевац
- Крушедолац
- Крчадинац
- Крчевинац
- Крчединац
- Кузминац
- Кукањац
- Кукољац
- Кулашинац
- Кулпинац
- Кумбајац
- Кунарац
- Кунац
- Куновац
- Купусинац
- Кусовац
- Кутањац
- Кутијевац
- Куцурац

## Л
- Лабанац
- Лађевац
- Лазарац
- Лаловац
- Лаћарац
- Лачњевац
- Левајац
- Леђанац
- Леђенац
- Лежимирац
- Леовац
- Лесковац
- Ливопољац
- Липовац
- Лисавац
- Лисинац
- Лисовац
- Лозанац
- Лугавац
- Лукавац
- Луковац
- Лутовац

## Љ
- Љевајац
- Љесковац
- Љубинац
- Љубомирац
- Љутовац

## М
- Маговац
- Мајданац
- Мајдевац
- Мајсторац
- Малопарац
- Манастирац
- Маовац
- Маринац
- Мариндолац
- Марјанац
- Маровац
- Маховац
- Мацедонац
- Маџарац
- Мекењишац
- Мељанац
- Мијаковац
- Мијанац
- Миколинац
- Микуљанац
- Миливојац
- Милисавац
- Миловац
- Милошевац
- Мистопољац
- Мићиновац
- Михољац
- Мокрањац
- Молац
- Мољац
- Мостарац
- Моравац
- Мошоринац
- Мразовац
- Мрачајац
- Мрђинац

## Н
- Наерац
- Наупарац
- Нерац
- Нештинац
- Новоселац

## О
- Окрајац
- Оморац
- Острогонац
- Отањац
- Ошљанац

## П
- Пакљанац
- Пантелинац
- Панчевац
- Паравац
- Пардањац
- Паштрмац
- Певац
- Пејовац
- Перинац
- Перлинац
- Петрињац
- Пећанац
- Пештерац
- Пијевац
- Пиперац
- Пироћанац
- Пјевац
- Пјешивац
- Плавањац
- Пламенац
- Планинац
- Плешинац
- Подгорац
- Подкрајац
- Подовац
- Подрумац
- Подунавац
- Пожарац
- Покрајац
- Полиманац
- Полимац
- Полојац
- Поломац
- Полумирац
- Пољанац
- Пољарац
- Поморишац
- Понорац
- Поњарац
- Попац
- Поповац
- Потајац
- Поткозарац
- Поткрајац
- Почековац
- Пошарац
- Превијанац
- Предолац
- Преловац
- Премасунац
- Прибојац
- Призренац
- Принчевац
- Пркосавац
- Прњаворац
- Проговац
- Пузавац
- Пуношевац
- Пупавац
- Пуповац
- Пухалац
- Пушац
- Пушевац

## Р
- Рабијац
- Рагастовац
- Радаљац
- Раданац
- Радивојац
- Радијевац
- Радијељац
- Радмановац
- Радмилац
- Радованац
- Радовац
- Радосавац
- Радулац
- Радуловац
- Рађевац
- Рађељац
- Раздољац
- Рајаковац
- Рајевац
- Рајинац
- Ракитовац
- Раковац
- Ракоњац
- Раленац
- Рамјанац
- Раповац
- Расинац
- Раставац
- Растовац
- Ратајац
- Ратарац
- Ратинац
- Ратковац
- Рашинац
- Ребац
- Регељац
- Репац
- Ресавац
- Рибарац
- Робајац
- Ровинац
- Рогавац
- Рсовац
- Руварац
- Рудинац
- Руњевац
- Русинац
- Русовац
- Рустињац

## С
- Сакулац
- Самац
- Самоловац
- Сантовац
- Сараволац
- Сарановац
- Саркањац
- Сегединац
- Сентиванац
- Сеочанац
- Сердинац
- Сефкеринац
- Скакавац
- Скуковац
- Славујац
- Сланкаменац
- Слатинац
- Слијепац
- Смедеревац
- Смиловац
- Смољанац
- Смочилац
- Соколовац
- Солунац
- Сомборац
- Сопјанац
- Сочанац
- Србијанац
- Сремац
- Стајковац
- Станисавац
- Станковац
- Стапарац
- Старинац
- Стојанац
- Стојковац
- Стопањац
- Страњанац
- Стреларац
- Стублинац
- Сувајац
- Судимац
- Сунајац

## Т
- Таковац
- Тасовац
- Татарац
- Темеринац
- Тепавац
- Тимарац
- Тлачинац
- Товирац
- Тополац
- Точанац
- Точиловац
- Трбољевац
- Требаљевац
- Требињац
- Требовац
- Тривунац
- Трифунац
- Трнавац
- Трновац
- Трњанац
- Трпинац
- Трубарац
- Туновац
- Тупањац
- Тупенарац
- Туропољац

## Ћ
- Ћерамилац
- Ћипровац
- Ћорац
- Ћукалац

## У
- Узелац

## Ф
- Феринац
- Филиповац

## Х
- Херцеговац

## Ц
- Цабунац
- Цвитковац
- Церовац
- Цесарац
- Црепајац
- Црнобарац
- Црноглавац
- Црногорац
- Цукавац
- Цуковац

## Ч
- Чајетинац
- Чакајац
- Чаковац
- Чалманац
- Чараковац
- Чебац
- Чебинац
- Чегањац
- Чеканац
- Чекеревац
- Ченејац
- Чеперац
- Чепурац
- Чечавац
- Чешљарац
- Чибуковац
- Чокањац
- Чокорац

## Џ
- Џенопољац

## Ш
- Шајтинац
- Шапинац
- Шапоњац
- Шапорац
- Шаранац
- Шарац
- Шаренац
- Шарунац
- Шекуларац
- Шепшинац
- Шеховац
- Шибинац
- Шикарац
- Шиповац
- Шкаљац
- Шкомац
- Шљиванац
- Шљивовац
- Шокорац
- Шофранац
- Штиковац
- Штимац
- Штрбац
- Шуљманац
- Шуманац
- Шумановац
- Шумарац
- Шупљикац
- Шурјанац
- Шутановац